# Monochaetum glanduliferum
Monochaetum glanduliferum är en tvåhjärtbladig växtart som beskrevs av José Jéronimo Triana. Monochaetum glanduliferum ingår i släktet Monochaetum och familjen Melastomataceae. Inga underarter finns listade i Catalogue of Life.